# Quận Roane, West Virginia
Quận Roane là một quận thuộc tiểu bang West Virginia, Hoa Kỳ. Theo điều tra dân số năm 2000 của Cục điều tra dân số Hoa Kỳ, quận có dân số 15.446 người 2. Quận lỵ đóng ở Spencer 6.

## Địa lý
Theo Cục điều tra dân số Hoa Kỳ, quận có tổng diện tích 1253 km2, trong đó có km2 là diện tích mặt nước.

### Xa lộ
- Interstate 79
- U.S. Highway 33
- U.S. Highway 119
- West Virginia Route 14
- West Virginia Route 36

### Quận giáp ranh
- Quận Wirt (bắc)
- Quận Calhoun (đông)
- Quận Clay (đông nam)
- Quận Kanawha (nam)
- Quận Jackson (tây)

## Thông tin nhân khẩu
Theo điều tra dân số 2 năm 2000, quận đã có dân số 15.446 người, 6.161 hộ gia đình, và 4.479 gia đình sống trong quận hạt. Mật độ dân số là 32 người trên một dặm vuông (12/kmТВ). Có 7.360 đơn vị nhà ở với mật độ trung bình là 15 trên một dặm vuông (6/kmТВ). Cơ cấu dân tộc của cư dân sinh sống ở quận này bao gồm 98,56% người da trắng, 0,22% da đen hay Mỹ gốc Phi, 0,21% người Mỹ bản xứ, 0,23% ở châu Á, 0,19% từ các chủng tộc khác, và 0,60% từ hai hoặc nhiều chủng tộc. 0,67% dân số là người Hispanic hay Latino thuộc một chủng tộc nào.
Có 6.161 hộ, trong đó 30,70% có trẻ em dưới 18 tuổi sống chung với họ, 59,10% là đôi vợ chồng sống với nhau, 9,30% có một chủ hộ nữ và không có chồng, và 27,30% là không lập gia đình. 23,50% hộ gia đình đã được tạo ra từ các cá nhân và 11,90% có người sống một mình 65 tuổi hoặc cao tuổi hơn. Cỡ hộ trung bình là 2,49 và cỡ gia đình trung bình là 2,91.
Trong quận, dân số đã được trải ra với 23,40% dưới độ tuổi 18, 8,70% 18-24, 26,60% 25-44, 26,50% từ 45 đến 64, và 14,80% từ 65 tuổi trở lên đã được những người. Độ tuổi trung bình là 40 năm. Đối với mỗi 100 nữ có 98,00 nam giới. Đối với mỗi 100 nữ 18 tuổi trở lên, đã có 96,00 nam giới.
Thu nhập trung bình cho một hộ gia đình trong đã đạt mức USD 24.511, và thu nhập trung bình cho một gia đình là USD 29.280. Phái nam có thu nhập trung bình USD 28.738 so với 17.207 USD của phái nữ. Thu nhập bình quân đầu người là 13.195 USD. Có 17,80% gia đình và 22,60% dân số sống dưới mức nghèo khổ, bao gồm 32,10% những người dưới 18 tuổi và 15,50% của những người 65 tuổi hoặc hơn.